# Валентина Висконти (королева Кипра)
Валентина Висконти  (итал. Valentina Visconti; ок. 1360, Милан — 1393) — королева Кипра из рода Висконти.
Валентина была дочерью миланского правителя Бернабо Висконти и Беатриче Реджины делла Скалла. Когда в 1363 году Милан посетил кипрский король Пьер I, то Бернабо предложил, чтобы Валентина вышла замуж за его сына Пьера II. В тот момент рассматривался вариант брака Пьера II с дочерью византийского императора Иоанна V, но так как император в итоге отказался от идеи этого брака, а католическая принцесса была для кипрской знати предпочтительнее православной, то с предложением Висконти согласились.
В 1369 году Пьер II взошёл на престол. Свадьбу задержала кипро-генуэзская война, но в 1377 году, наконец, был заключён брак через представителей, а на следующий год невеста покинула Милан и приехала к мужу. В 1380 году у них родилась дочь. Конфликты Валентины с её свекровью Элеонорой Арагонской привели к тому, что Элеонору выслали на родину в Каталонию.
В 1382 году Пьер II скончался. Валентина попыталась бороться за пост регента при своей малолетней дочери, но вскоре та умерла, и Валентина оказалась отстранённой от власти.